# Cornel Wilde
Cornelius Louis Wilde (* 13. Oktober 1912 in Priwitz, Königreich Ungarn; † 16. Oktober 1989 in Los Angeles) war ein US-amerikanischer Schauspieler und Filmregisseur ungarischer Herkunft.

## Leben

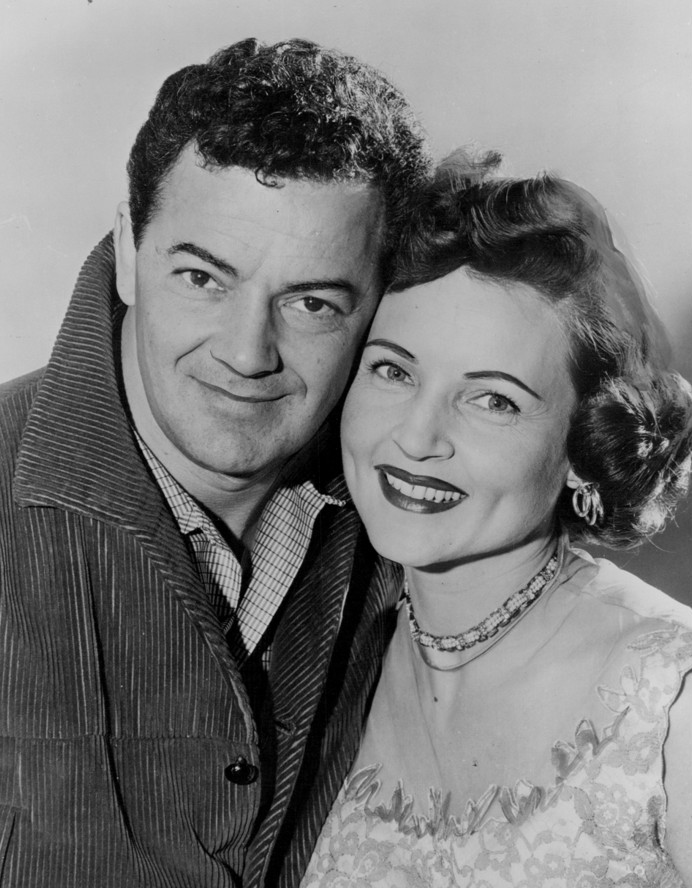
Cornel Wilde mit Betty White (1958)

Cornel Wildes Geburtsname war Kornel Weisz, seine Eltern ungarische Juden. Der Vater, ein Handelsreisender, nahm seinen Sohn mit auf Reisen durch ganz Europa, die Wildes Talent für Sprachen förderten. Er sprach Ungarisch, Französisch, Deutsch, Englisch, Italienisch und Russisch. 1920 emigrierte die Familie in die Vereinigten Staaten. Der hochintelligente Cornel beendete die High School bereits mit 14 Jahren. Er begann ein Medizinstudium und absolvierte das Grundstudium ein Jahr früher als üblich, entschied sich aber für die Schauspielerei. Wilde war außerdem ein hervorragender Fechter und hatte schon einen Platz im amerikanischen Fechtteam für die Olympischen Spiele 1936, doch er sagte wegen einer Theaterrolle ab. 1940 wurde Wilde als Fechttrainer für Laurence Olivier engagiert, der am Broadway in Romeo und Julia auftrat. Olivier gab seinem Trainer die Rolle des Tybalt, wodurch Hollywood auf Wilde aufmerksam wurde.
Wilde hatte kleinere Rollen, bis er 1945 Frédéric Chopin in Polonaise spielte. Dieser Film, für den er eine Oscar-Nominierung erhielt, war sein Durchbruch. Er spielte meist in Abenteuerfilmen (natürlich mit Fechtszenen), aber auch in Dramen wie dem Filmklassiker Todsünde. 1955 gründete Wilde seine eigene Filmgesellschaft, Theodora Productions und produzierte Film noirs. Er übernahm Produktion, Regie und Hauptrolle in den Filmen Sturm-Angst und Der Todesmutige. Letzterer Abenteuerfilm,  in dem Wilde einen Safariteilnehmer spielt, der von einem afrikanischen Stamm gejagt wird, wurde für den Oscar für das beste Originaldrehbuch nominiert.
Von 1937 bis 1951 war Cornel Wilde mit der Schauspielerin Patricia Knight verheiratet, 1951 heiratete er Jean Wallace. Aus beiden Ehen ging ein Kind hervor. Die Ehe mit Wallace, die in zahlreichen seiner Theodora-Filme mitspielte, wurde 1981 geschieden.
Am 16. Oktober 1989 starb Cornel Wilde in Los Angeles  3 Tage nach seinem 77. Geburtstag an Leukämie und wurde mit einem Stern auf dem Hollywood Walk of Fame geehrt.

## Filmografie (Auswahl)

### Schauspieler
- 1941: Entscheidung in der Sierra (High Sierra)
- 1945: Polonaise (A Song to Remember)
- 1945: 1001 Nacht (A Thousand and One Nights)
- 1945: Todsünde (Leave Her to Heaven)
- 1946: Centennial Summer
- 1946: Der Bandit und die Königin (The Bandit of Sherwood Forest)
- 1947: Amber, die große Kurtisane (Forever Amber)
- 1947: Endspurt (The Homestretch)
- 1948: The Walls of Jericho
- 1948: Nachtclub-Lilly (Road House)
- 1949: Unerschütterliche Liebe (Shockproof)
- 1949: Ein Seemann ist kein Schneemann (Swiss Tour)
- 1950: Vorposten in Wildwest (Two Flags West)
- 1952: Die Söhne der drei Musketiere (At Sword's Point)
- 1952: Die größte Schau der Welt (The Greatest Show on Earth)
- 1952: Kalifornien in Flammen (California Conquest)
- 1952: Der tote Zeuge (Operation Secret)
- 1953: Der Stern von Indien; aka Die Burg der Verräter (Star of India)
- 1953: Im Reiche des goldenen Condor (Treasure of the Golden Condor)
- 1953: Saadia
- 1954: Die Welt gehört der Frau (Woman’s World)
- 1954: Wo der Wind stirbt (Passion)
- 1955: Sturm-Angst (Storm Fear)
- 1955: Geheimring 99 (The Big Combo)
- 1955: Der scharlachrote Rock (The Scarlet Coat)
- 1956: Sturm über Persien (Omar Khayyam)
- 1959: Der Mann aus Arizona (Edge of Eternity)
- 1961: Konstantin der Große (Costantino il grande)
- 1963: Lancelot, der verwegene Ritter (Lancelot)
- 1965: Der Todesmutige (The Naked Prey)
- 1978: Die Nordmänner (The Norseman)
- 1979: Das Geheimnis der eisernen Maske (The 5th Musketeer)

### Regisseur
- 1955: Sturm-Angst (Storm Fear)
- 1957: Die Teufelskurve (The Devil’s Hairpin)
- 1963: Lancelot, der verwegene Ritter (Lancelot and Guinevere)
- 1965: Der Todesmutige (The Naked Prey)
- 1967: Blutiger Strand (Beach Red)
- 1970: No Blade of Grass
- 1975: Mörderhaie greifen an (Sharks' Treasure)